# Transit 5E-5
Transit 5E-5 – amerykański wojskowy satelita naukowo-technologiczny. Wyniesiony wraz z satelitą Transit O-2. Zadaniem statku było mapowanie ziemskiego pola magnetycznego, badania nieba w ultrafiolecie, obserwacje promieniowania słonecznego i pomiar tempa sublimacji wybranych metali. Dobre dane z satelity odbierano do czerwca 1965.

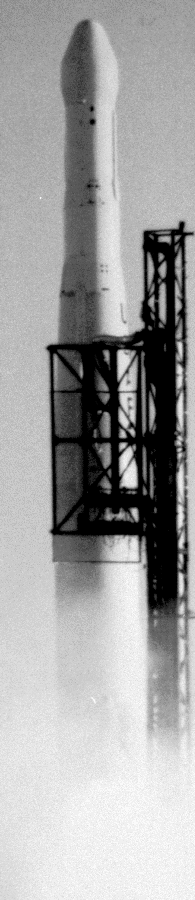
Start Transita 5E-5 i O-2 rakietą Thor Able Star

Statek okrąża Ziemię po orbicie okołobiegunowej i jest stabilizowany polem magnetycznym. Źródłem energii były ogniwa słoneczne ładujące akumulatory niklowo-kadmowe. Łączność odbywała się przez 3 nadajniki. Dwa do śledzenia statku, a trzeci do przesyłania danych, w sposób analogowy i cyfrowy (195 bps). Dane odbierano wyłącznie w czasie rzeczywistym. Z powodu ograniczonej dostępności energii, instrumenty naukowe były włączane sekwencyjnie. Włączenie nadajników śledzenia (dopplerowskich) wymagało wyłączenia wszystkich pozostałych instrumentów.
Satelita pozostaje na orbicie o trwałości szacowanej na około 1000 lat.
Przez stronę Space 40 identyfikowany jako satelita o nazwach: RADOSE 5E5, OPS 6582, Solar Radiation SR-43.